# كاثرينا من ساكسونيا (أرشيدوقة النمسا)
كاثرينا من ساكسونيا (الألمانية:Katharina von Sachsen؛ 24 يوليو 1468 - 10 فبراير 1524)؛ أصبحت أرشيدوقة النمسا وذلك باعتبارها الزوجة الثانية لـ سيغيسموند الثري، ثم لاحقاً أصبحت دوقة براونشفايغ-لونيبورغ وذلك من خلال زواجها من إريك الأول.

## السيرة الذاتية
ولدت كاثرينا في غريما بحيث أنها الابنة الكبرى لوالديها ألبرخت الثالث دوق ساكسونيا الذي ينحدر من سلالة فتين العريقة، أجدادها هما فريدرخ الثاني ناخب ساكسونيا ومارغريت دو هابسبورغ ابنة الدوق إرنست الحديدي، في حين والدتها سيدوني تعتبر ابنة جيري الأول ملك بوهيميا، لديها ثلاثة أشقاء وصلوا إلى سن البلوغ: غيورغ الملتحي وهاينرخ التقي وفريدرخ قائد الفرسان التيوتون.
مع بلوغها السادسة عشر عاماً أصبحت متزوجة من قريبها سيغيسموند الثري ذو الستة والخمسين عاماً (في الأصل يعتبر ابن عم جدتها)، زوجها في السابق كان متزوجاً من إليونور من اسكتلندا ولم يكن له أبناء على قيد الحياة، وبالمثل ظل هذا الزواج بلا أبناء أيضا، لعبت كاثرينا دوراً ضيئلاً في سياسة تيرول، وعلاوة على ذلك حاول عاشق سابق مفتون بسيغيموند بإدعاء ضدها زوراً بأنها حاولت تسميم زوجها في 1487، نظراً لأن أسلوبه السياسي لم يكن فعالاً، بدأ يفقد سلطته شيئاً فشيئاً، حتى أجبره النبلاء على تسليم السلطة لابن عمه في 1490، دخلها بدا يقل أكثر من ذي قبل، سيغيسموند سيتوفي 1496.
بعد وفاة زوجها بفترة وجيزة، تزوجت من إريك الأول دوق براونشفايغ-لونيبورغ سليل فلف الذي كان حاكم إمارة كالينبيرغ، أنجبت له ابنة توفيت صغيرة آنا ماريا، توفيت كاثرينا في 1524، ودفنت في كنيسة سان بليز في موندين، زوجها لاحقاً تزوج من إليزابيث ابنة يواكيم الأول ناخب براندنبورغ التي أنجبت له العديد من الأبناء.